# Orzala Ashraf Nemat
Orzala Ashraf Nemat é uma acadêmica afegã e ativista da sociedade civil. Ela estabeleceu o Women and Youth Leadership Center em 2012.

## Educação e ativismo
Orzala obteve seu doutorado em Direito e Ciência Política na School of SOAS, Universidade de Londres.
Durante o primeiro governo talibã do Afeganistão (entre 1996 e 2001), ela se colocou muitas vezes diretamente em risco e lançou programas clandestinos de alfabetização e educação em saúde para mulheres e meninas.
Orzala publicou vários artigos em grandes fontes de notícias, como a BBC e The Guardian.
Nemat é curadora da Afghanaid e ganhou uma bolsa de estudos mundial.

## Reconhecimento
Ela foi reconhecida como uma das 100 mulheres da BBC em 2013.